# Acontia catena
Acontia catena är en fjärilsart som beskrevs av Sowerby 1806. Acontia catena ingår i släktet Acontia och familjen nattflyn. Inga underarter finns listade i Catalogue of Life.